# ヴァレーゼ
ヴァレーゼ（イタリア語: Varese ( 音声ファイル)）は、イタリア共和国ロンバルディア州にある都市で、その周辺地域を含む人口約80,000人の基礎自治体（コムーネ）。ヴァレーゼ県の県都である。

## 地理

### 位置・広がり
ヴァレーゼ県中部のコムーネ。ヴァレーゼの市街は、ルガーノの南西約23km、ヴェルバーニアの南東約24km、州都ミラノの北西約49kmに位置する。

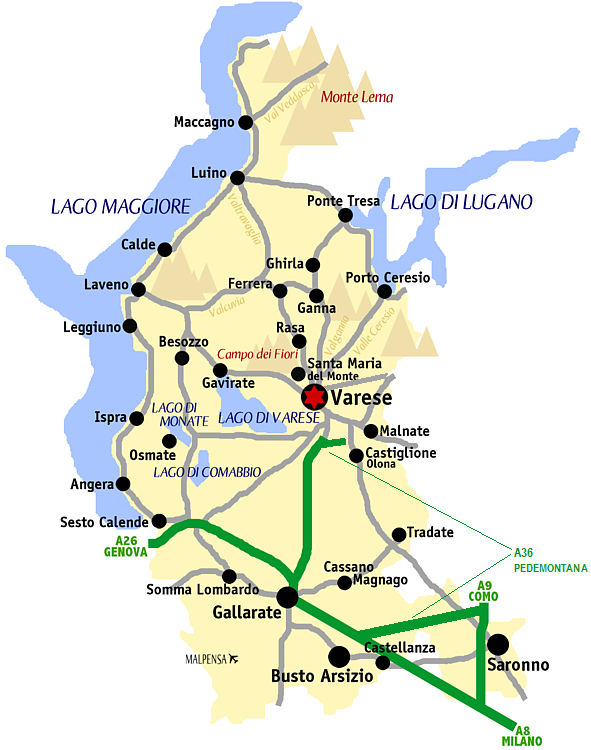
ヴァレーゼ県概略図

#### 隣接コムーネ
隣接するコムーネは以下の通り。
- アルチザーテ
- アッツァーテ
- ビアンドロンノ
- ボーディオ・ロンナーゴ
- ブリンツィオ
- ブグッジャーテ
- カンテッロ
- カシャーゴ
- カステッロ・カビアーリオ
- カッツァーゴ・ブラッビア
- ガッリアーテ・ロンバルド
- ガヴィラーテ
- ガッツァーダ・スキアンノ
- インドゥーノ・オローナ
- ロッツァ
- ルヴィナーテ
- マルナーテ (Malnate)

### 地震分類
イタリアの地震リスク階級 (it) では、4 に分類される
。

## 行政

### 行政区画

#### 分離集落
Avigno, Bizzozero, Biumo Inferiore, Biumo Superiore, Bobbiate, Bregazzana, Bustecche, Calcinate del Pesce, Calcinate degli Orrigoni, Campo dei Fiori, Capolago, Cartabbia, Casbeno, Lissago, Masnago, Prima Cappella, Rasa di Varese, San Fermo, Sangallo, Santa Maria del Monte, Sant'Ambrogio Olona, Schiranna, Velate

## 社会

### 経済・産業
当地に本社を置く企業としては以下がある。
- アレーニア・アエルマッキ（航空機メーカー）
- MVアグスタ（オートバイメーカー）

## スポーツ

### 自転車競技
1951年と2008年の2回に渡って、自転車ロードレース世界選手権自転車競技大会が開催されている。

### サッカー
プロサッカークラブチームとして、ASヴァレーゼ1910が本拠を置く。ホームスタジアムはスタディオ・フランコ・オッソラ。

## 姉妹都市
- ロマン＝シュル＝イゼール、フランス
- 銅陵市、中国
- アルバ・ユリア、ルーマニア

## 人物

### 著名な出身者
- フラミニオ・ベルトーニ - 20世紀の自動車デザイナー、彫刻家。
- マリオ・モンティ - 経済学者・政治家、イタリア共和国首相。
- ダニエーレ・ナルデッロ - 自転車ロードレース選手。
- ステファノ・ガルゼッリ - 自転車ロードレース選手。

### ゆかりの人物
- ジャンニ・ロダーリ - 20世紀の児童文学作家。ヴァレーゼの小学校で教鞭をとる。